# فیلیپ نریوژ والتر
فیلیپ نریوژ والتر (انگلیسی: Filip Neriusz Walter; ۳۱ مهٔ ۱۸۱۰ – ۹ آوریل ۱۸۴۷) یک شیمی‌دان اهل لهستان بود. وی بسیاری از ترکیبات شیمیایی را شناسایی و جداسازی نمود که از جمله آن می توان به تولوئن، بی‌فنیل، مونونیتروتولوئن،  cedrene, پتاسیم هیدروکسید، کرومیل کلرید،  kumen, بی‌فنیل، بنزیل کلرید، بنزیل برمید، مونونیتروتولوئن، و منتول. اشاره کرد.